# Minna (prénom)

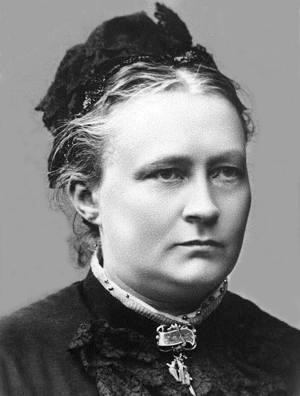
Minna Canth (1844-1897), écrivaine finlandaise

Minna est un prénom féminin pouvant désigner :

## Prénom
- Minna Aalto (en) (née en 1965), compétitrice finlandaise de planche à voile
- Minna Aaltonen (née en 1966), actrice finlandaise
- Minna Antrim (en) (1861-1950), écrivaine américaine
- Minna Atherton (née en 2000), nageuse australienne
- Minna Bernays (1865-1941), belle-sœur de Sigmund Freud
- Minna Beckmann-Tube (1881-1964), peintre et chanteuse d'opéra allemande
- Minna Canth (1844-1897), féministe et femme de lettres finlandaise
- Minna Cauer (1841-1922), militante pacifiste et féministe allemande
- Minna Citron (1869-1991), peintre américaine
- Minna Cowan (en) (1878-1951), activiste politique britannique
- Minna Craucher (en) (1891-1932), espionne finlandaise
- Minna Everleigh (en) (1866-1948), propriétaire américain de bordel
- Minna Fernald (en) (1860-1954), artiste botanique américaine
- Minna Flake (en) (1886-1958), médecin et socialiste germano-américaine
- Minna Fetherstonhaugh (en) (1847-1918), nouvelliste anglaise
- Minna Gale (1869-1944), actrice américaine
- Minna Gombell (1862-1973), actrice américaine
- Minna Grey (en) (1868-1935), actrice anglaise
- Minna Haapkylä (née en 1973), actrice finlandaise
- Minna B. Hall (en), environnementaliste américaine
- Minna Harkavy (en) (1887-1987), sculptrice américaine
- Miina Härma (1864-1941), compositrice estonienne
- Minna Jørgensen (1904-1975), actrice danoise
- Minna Kauppi (née en 1982), compétitrice finlandaise en course d'orientation
- Minna Keal (en) (1909-1999), compositrice britannique
- Minna Keene (1861-1943), photographe canadienne
- Minna Kleeberg (en) (1841-1878), poétesse germano-américaine
- Minna Lachs (en) (1907-1993), mémorialiste et pédagogue autrichienne
- Minna Lammert (en) (1852-1921), mezzo-soprano allemande
- Minna Lederman (en) (1896-1995), compositrice et éditrice américaine
- Minna Lewinson (en) (1897-1938), journaliste américaine
- Minna Lindgren (née en 1963), écrivaine et journaliste finlandaise
- Minna Meriluoto (en) (née en 1985), gardienne finlandaise de football
- Minna Nieminen (née en 1976), rameuse olympique finlandaise
- Minna Nikkanen (née en 1988), athlète finlandaise en saut à la perche
- Minna Nystedt (en) (née en 1967), patineuse de vitesse norvégienne
- Minna Painilainen-Soon (en) (née en 1964), sprinteuse finlandaise
- Minna Palmroth (en), professeure finlandaise en physique de l'espace
- Minna Peschka-Leutner (1839-1890), chanteuse d'opéra allemande
- Minna Planer (1809-1866), actrice saxonne, première épouse de Richard Wagner
- Minna Reijonen, (1972-) femme politique finlandaise
- Minna Rozen (en) (née en 1947), professeure israélienne et histoire juive
- Minna Salami (née en 1978), journaliste finno-nigériane
- Minna Sillankorva (née en 1961), pilote automobile finlandaise
- Minna Sirnö (en) (née en 1966), femme politique finlandaise
- Minna Specht (1879-1961), socialiste et résistante allemande
- Minna Sten (née en 1987), joueuse finlandaise de basket-ball
- Minna Stocks (en) (1846-1928), peintre allemande
- Minna Sundberg (née en 1990), dessinatrice suédo-finlandaise
- Minna Telde (en) (née en 1974), cavalière suédoise
- Minna Turunen (en) (née en 1969), actrice finlandaise
- Minna Vehmasto (en) (née en 1962), athlète finlandaise en saut en hauteur
- Minna Weizmann (en) (1889-1925), médecin de guerre russe
- Minna Wetlesen (en) (1821-1891), auteure et enseignante norvégienne
- Minna Wettstein-Adelt (1869-fl. 1908), journaliste franco-allemande
- Minna de Worms (en) (morte en 1096), martyre juive

## Variants
- Minka  (bulgare)
- Mína  (tchèque, slovaque, bulgare)
- Miina  (estonien, finnois)